# Dala-Floda
Dala-Floda (aussi Floda) est une localité (en) de Suède appartenant à la municipalité de Gagnef (comté de Dalécarlie, en suédois : Dalarna).
En 2010, Dala-Floda comptait 680 habitants.

## Anecdotes
- Dala Floda est une police de caractères créée par Paul Barnes.